# Апарат на ЦК на БКП (1944 – 1989)
Апаратът на ЦК на БКП, до 27 декември 1948 г. БРП (к.), е помощен орган на Политбюро и Секретариата, като колективни изпълнителни органи на Централния комитет на Българската комунистическа партия. Съществува в периода 1944 – 1989 г.
Апарат на ЦК е изграден през 1944 г. като работен апарат, който се грижи за текущата организационно-техническа работа по изпълнение на партийните решения. Включва различни отдели, сектори, служби, групи и др. Техният брой, състав, наименование, продължителност на действие, компетенции и задачи претърпяват значителни изменения в зависимост от задачите, които си поставя БКП и вижданията на Политбюро и Секретариата за тяхното изпълнение.
Апаратът често се реорганизира – откриват се, закриват се или се сливат отдели и сектори, променят техните наименования, функции и задачи. Най-сериозни са реорганизациите през 1949 и 1984 г. Основни структурни единици на апарата на ЦК са отделите. Характерен за апарата е фунционално-отрасловият принцип при неговото структуриране – част от отделите са изградени на принципа на паралел с ръководните държавни и държавно-стопански органи, а друга част – по партийно-функционален принцип. Измененията в структурата и насоките в дейността на апарата на ЦК се утвърждават от Политбюрото, а щатът се одобрява от Секретариата на ЦК на БКП.

## Отдели и сектори

### Отдели
- Отдел „Деловодство“ (1944–1989)
- Отдел „Организационен“ (1944–1989)
- Отдел „Пропаганда и агитация“ (1944–1989)
- Отдел „Масов“ (1944–1946)
- Отдел „Селскостопански“ (1944–1989)
- Отдел „Стопански“ (1944–1950)
- Отдел „Военен“ (1944–1989)
- Отдел „Финансово-стопански“ (1945–1989)
- Отдел „Кадри“ (1946–1951)
- Отдел „Външна политика и международни връзки“ (1948–1989)
- Отдел „Административен“ (1950–1979)
- Отдел „Планово-икономически“ (1950–1979)
- Отдел „Промишлен“ (1950–1984)
- Отдел „За работа сред жените“ (1951–1957)
- Отдел „За работа сред турското население“ (1951–1957)
- Отдел „Наука и образование“ (1953–1984)
- Отдел „Народни съвети и Отечествен фронт“ (1954)
- Отдел „Строителство и архитектура“ (1954–1984)
- Отдел „За работа с народните съвети и масовите организации“ (1957–1962)
- Отдел „За работа сред националните малцинства“ (1958–1962)
- Отдел „Изкуство и култура“ (1962–1989)
- Отдел „Търговия и хранителна промишленост“ (1963–1965)
- Отдел „Транспорт и съобщения“ (1964–1984)
- Отдел „За работа с масовите организации и турското население“ (1966–1968)
- Отдел „Кадри, партийни организации и командировки в чужбина“ (1973–1984)
- Отдел „Средства за масова информация“ (1974–1984)
- Отдел „Народни съвети и масови организации“ (1979–1984)
- Отдел „Идеологическа политика“ (1984–1988)
- Отдел „Икономическа и научно-техническа политика“ (1984–1989)
- Отдел „Кадрова политика“ (1984–1989)
- Отдел „Патриотично възпитание“ (1988–1990)

### Сектори
- Сектор „Вътрешно-партийна информация“ (1945–1955)
- Сектор „Здравеопазване“
- Сектор „Класово-партийно, патриотично и интернационално възпитание“
- Сектор „Профсъюзни органи“
- Сектор „Младежки органи“
- Сектор „Отечествен фронт“
- Сектор „Спортни организации“
- Сектор „Задгранични партиийни организации“
- Сектор „За ръководство на партийните организации в чужбина“
- Сектор „Технически прогрес и икономика на транспорта и съобщенията“
- Сектор „Търговия“
- Сектор „Изкуство и култура“
- Сектор „За работа сред националните малцинства“
- Сектор „Регистрация и отчетност на документите“
- Сектор „Политбюро и Секретариат“
- Сектор „Контрол по изпълнение решенията на Политбюро и Секретариата“
- Сектор „Редакционна група“
- Сектор „Кореспонденция с чужбина“
- Сектор „Текущ архив“
- Сектор „МНО“
- Сектор „МВР“
- Сектор „Кадри“
- Сектор „Отчет на кадрите“
- Сектор „Външна политика и международна нформация“
- Сектор „Народни съвети“
- Сектор „Наука и висше образование“
- Сектор „Общо и професионално образование“
- Сектор „Нови строителства“
- Сектор „Строителство и електрификация“

### Служби
- Служба „Лична писма“